# Григорово (Парфеньевский район)
Григорово — деревня в Парфеньевском районе Костромской области.

## География
Находится в центральной части Костромской области приблизительно в 18 километров по прямой на север-северо-восток от центра района села Парфеньево.

## История
Известна с 1620 года как деревня из 8 дворов, данная тогда в вотчину Б. А. Репнину. В 1907 году  здесь было учтено 43 двора. В период существования Костромской губернии деревня относилась к Кологривскому уезду. До 2021 года деревня входила в Матвеевское сельское поселение.

## Население
Постоянное население составляло 217 человек (1897 год), 217 (1907), 32 в 2002 году (русские 97 %), 26 в 2022.